# ژن نامزد
ژن نامزد به ژنی می‌گویند که بر روی بخشی از کرومزوم (فام‌تن) جای دارد که گمان می‌رود آن بخش درگیر بیان یک ویژگی خاص، برای نمونه یک بیماری، می‌باشد.
ژن نامزد را می‌توان از روی پیوستگی آن با فنوتیپ (رخ‌مانه) و همچنین به کمک بررسی پیوستگی ژن‌ها با بخشهای دیگر دی‌ان‌ای، شناسایی کرد.